# Синклер, Джон, 3-й виконт Тёрсо
Джон А́рчибальд Синкле́р, 3-й виконт Те́рсо, известный как Джон Те́рсо (англ. John Archibald Sinclair, 3rd Viscount Thurso; род. 10 сентября 1953, Терсо, Кейтнесс) — шотландский бизнесмен, либерально-демократический политик и наследственный пэр, который работал в Палате Лордов до и после работы в Палате Общин.

## Биография
Родился 10 сентября 1953 года в семье Синклер, в Терсо, Кейтнесс, Шотландия. Старший сын Робина Макдональда Синклера, 2-го виконта Терсо (1922—1995), и Маргарет Бомонт Робертсон (1928—2017). Получил образование в Итонском колледже. Он впервые стал депутатом парламента в составе Палаты лордов в качестве наследственного пэра в 1995 году и работал до 1999 года, когда он был удален из парламента в соответствии с Законом Палаты лордов 1999 года.
Начал работать в Savoy Group  в 1972 году и после этого много лет работал в индустрии туризма и гостеприимства. Он был менеджером в отеле Lancaster в Париже (1981—1985), директором  отеля в Кливдене (1985—1992), затем стал генеральным директором Granfel Holdings, владел национальным полем для гольфа Восточного Сассекса с 1992 по 1995 годы. С 1995 года до своего избрания в парламент в 2001 году он был генеральным директором Champneys Group. 
Терсо был избран членом британского парламента от Кейтнесса, Сазерленда и Пасхи Росс на всеобщих выборах 2001 года, став пятым поколением семьи Синклер, представляющей район Кейтнесс в Палате общин. Он занимал свой пост до поражения на парламентских выборах 2015 года от кандидата Шотландской национальной партии Пола Монагана. Во время работы в Палате общин Терсо был председателем Комитета по финансам и услугам с 2010 по 2015 годы. В 2016 году Терсо вернулся в Палату лордов после победы на дополнительных выборах, чтобы занять вакансию среди оставшихся наследственных пэров. Он стал председателем «VisitScotland» в 2016 году, а затем стал лордом-лейтенантом Кейтнесса в 2017 году.

## Палата общин
После смерти своего отца в 1995 году Джон Терсо занял свое место в Палате лордов в качестве 3-го виконта Терсо, где он стал представителем по вопросам туризма, а затем по вопросам продовольствия. Терсо много раз выступал в Палате лордов за реформу Палаты лордов. Его автоматическое право как наследственного пэра заседать в Палате лордов было отменено в 1999 году, и он не пытался оставаться в этом качестве. На парламентских выборах 2001 года он был избран в Палату общин в качестве депутата от Кейтнесса, Сазерленда и Истер-Росса.
Он работал представителем либерально-демократической Шотландии при Чарльзе Кеннеди , но был уволен сэром Мензисом Кэмпбеллом. Он публично пошел против политики партии, заявив о своей поддержке ядерной энергетики, подвергнув критике ветряную энергию.
Лорд Терсо был приведен к присяге в Тайном совете в 2014 году. Терсо проиграл на парламентских выборах 2015 года Полу Монахану из Шотландской национальной партии. Тем не менее, лорд Терсо имел хороший результат по сравнению со многими кандидатами от либерал-демократов. Только четыре шотландских кандидата от либеральных демократов показали на выборах лучший результат, включая Алистера Кармайкла, который стал единственным кандидатом от либеральных демократов, сохранившим свое место на парламентских выборах в 2015 году.

## Возвращение в Палату лордов и последующая карьера
После парламентских выборов 2015 года Джон Терсо стал членом правления Независимого парламентского органа по стандартам. В апреле 2016 года он выиграл дополнительные выборы в Палату лордов после смерти лорда Эйвбери. Он получил поддержку всех трех членов, которые имели право голоса. В 2017 году Джон Терсо был назначен лордом-лейтенантом Кейтнесса.
Виконт Терсо является президентом Общества туризма и Академии гастрономического и винного сервиса . Он является членом Конфедерации туризма и гостеприимства (HCIMA) (FIH) и был ее патроном в течение шести лет, до июня 2003 года. Он был президентом Британской международной ассоциации спа. 7 марта 2016 года было объявлено, что лорд Терсо станет председателем VisitScotland.

## Личная жизнь
Джон Терсо происходит из семьи либеральных парламентариев. Бывший избирательный округ Кейтнесс и Сазерленд принадлежал его деду Арчибальду Синклеру с 1922 по 1945 год. Арчибальд Синклер был первым виконтом Терсо и лидером либеральной партии.
12 июня 1976 года Джон Терсо женился на Марион Тикнор Сейдж, дочери Луиса Дэвидсона Сейджа. Семья виконта проживает в городе Терсо, Кейтнесс. У супругов есть дочь и два сына:
- Луиза Тикнор Бомонт Синклер (род. 15 марта 1980)а
- Джеймс Александр Робин Синклер из Ульбстера (род. 14 января 1984), старший сын и преемник отца
- Джордж Генри Макдональд Синклер (род. 1989).

24 апреля 2009 года, в честь 50-летия Bluebell Railway, на железнодорожной станции Хорстед-Кейнс виконт Терсо провел церемонию переименования локомотива класса Battle of Britain, который назвали в честь его деда, сэра Арчибальда Синклера.